# Ожеговы (Пиксурское сельское поселение)
Ожеговы — деревня в Даровском районе Кировской области в составе Пиксурского сельского поселения.

## География
Находится на расстоянии примерно 16 км на север от райцентра поселка  Даровской.

## История
Известна с 1873 года как починок Борисовский или Ожеговы, в котором отмечено дворов 7 и жителей 39, в 1905 7 и 42, в 1926 (уже деревня  Ожеговы или Подосиновский или Борисовский) 11  и 53, в 1950 10 и 28, в 1989 оставалось 12 жителей.

## Население
Постоянное население  составляло 2 человека (русские 100%) в 2002 году, 0 в 2010.